# Lamelas (Castro Daire)

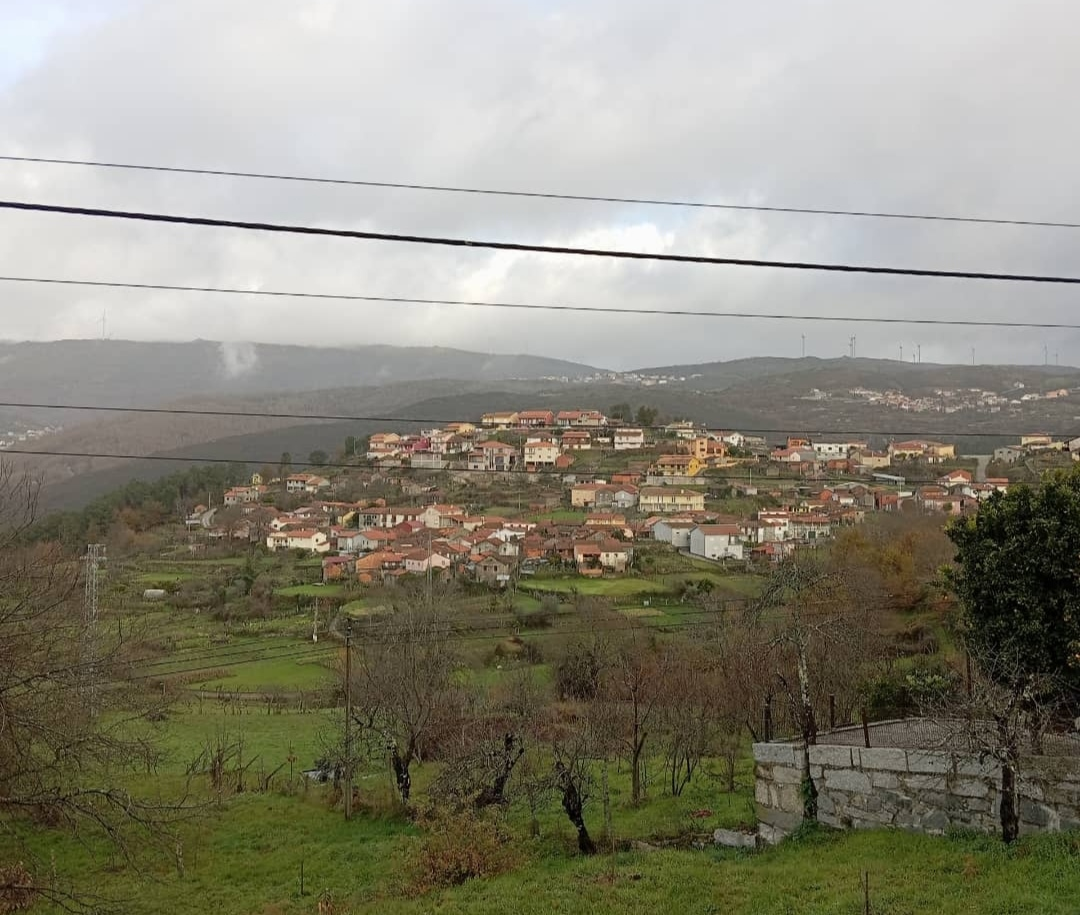
Lamelas, Castro Daire

Lamelas é uma das aldeias pertencentes à freguesia de Castro Daire, do concelho de Castro Daire. Esta aldeia tem como orago a Nossa Sr.ª dos Remédios que é celebrada no fim de semana próximo do dia 8 de setembro. A aldeia é subdividida por 2 zonas, Lamelas de Cá e Lamelas de Lá. Lamelas de Cá é a zona da aldeia mais antiga e Lamelas de Lá a zona mais recente. Foi realizada esta divisão visto que, inicialmente, os primeiros povoadores instalaram-se nas terras mais ricas, na zona de Lamelas de Cá e os restantes nas terras sobrantes.  

## Igreja Paroquial de Lamelas

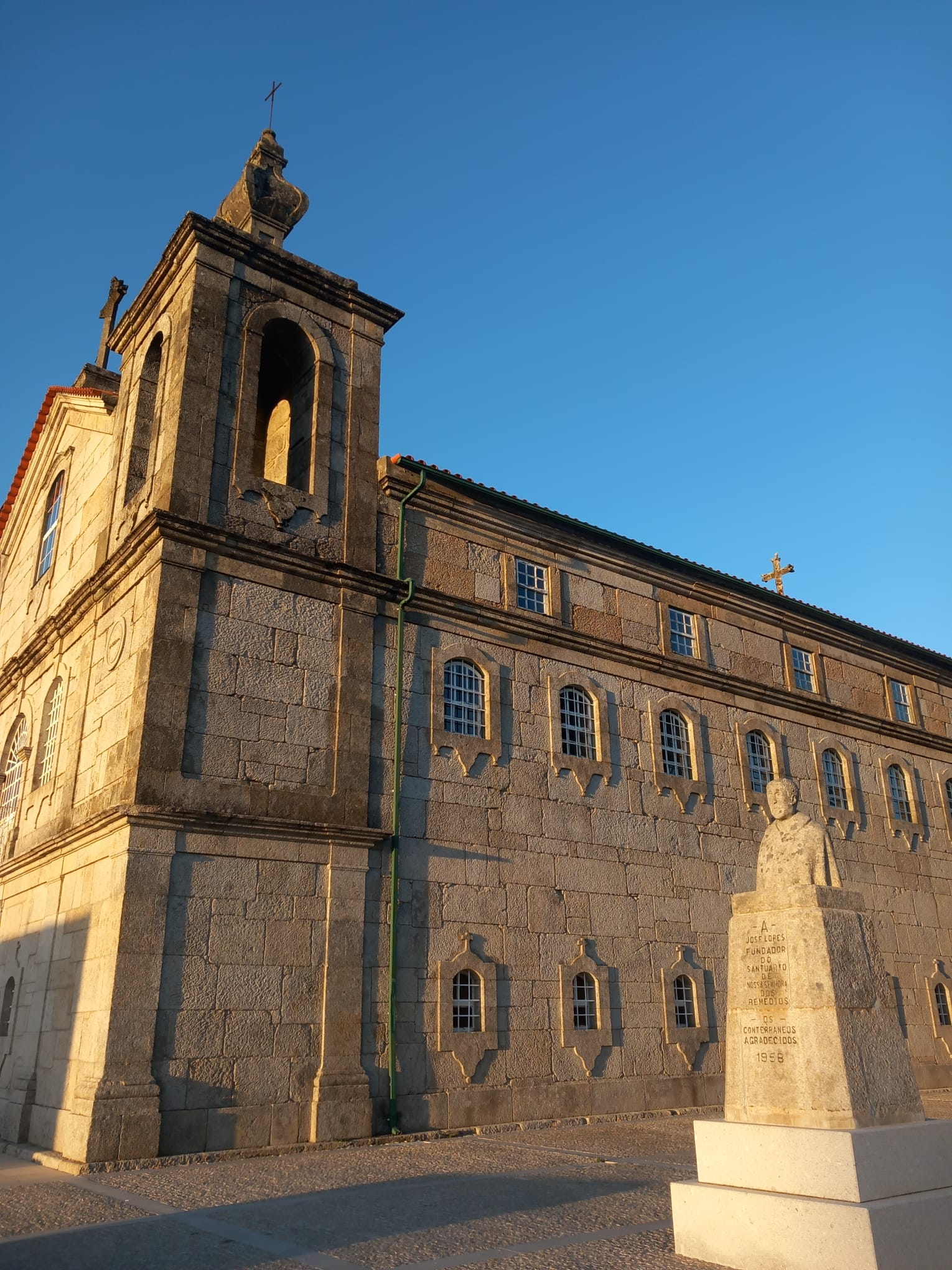
Igreja paroquial de Lamelas

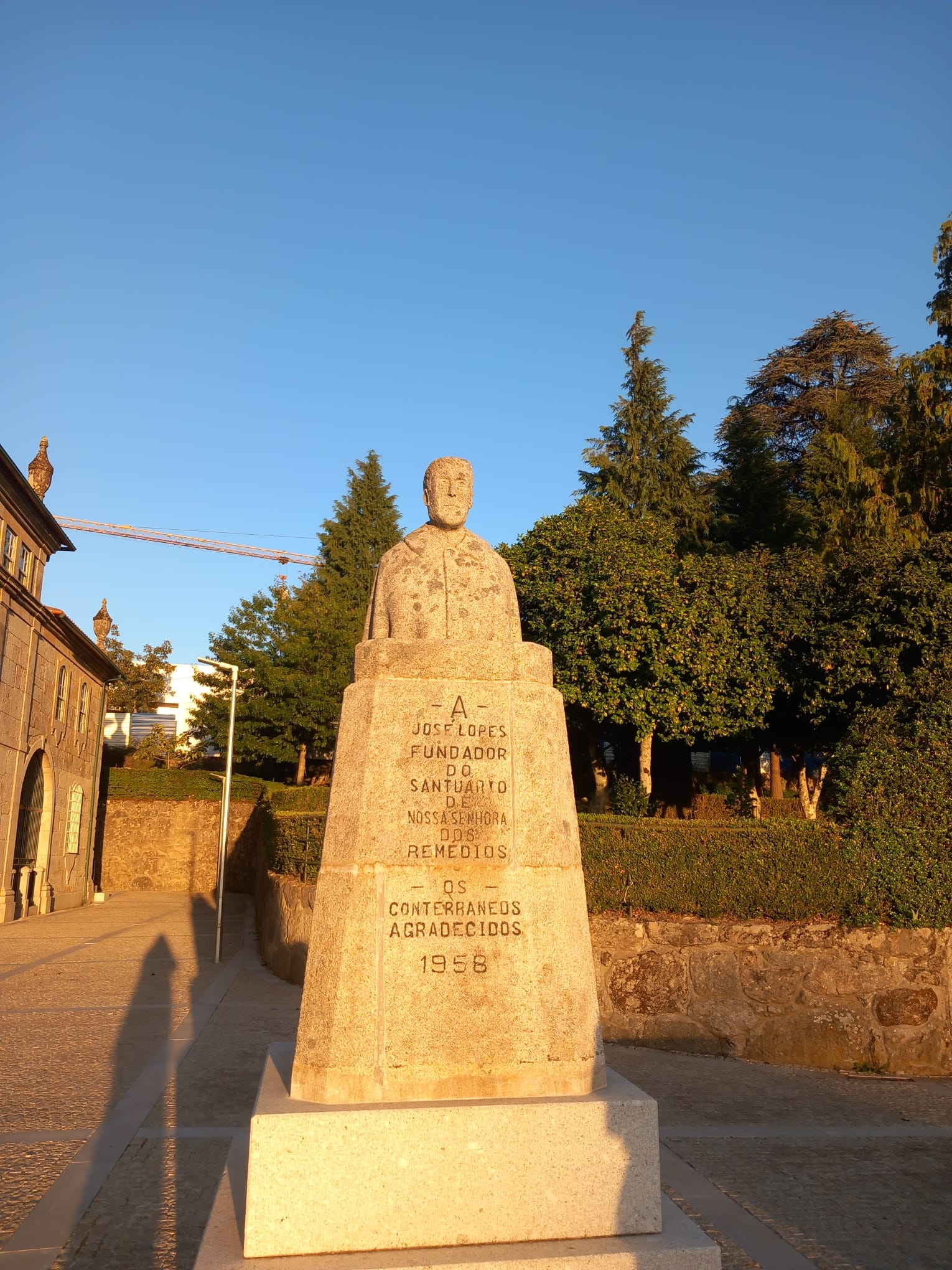
Estátua de José Lopes

A igreja paroquial de Lamelas localiza-se no largo da igreja da respetiva aldeia. Primeiramente a igreja foi antes uma capela que foi mandada construir por José Lopes, um ermitão que passava de cavalo pela zona e feriu gravemente na perna. Com a gravidade do ferimento os médicos aconselharam-no a amputar, mas, José Lopes suplicou a N Sr.ª dos Remédios para o curar e prometeu que iria fazer uma missa semanal em honra desta. Milagrosamente, José Lopes foi curado sem necessitar de amputar a perna e como forma de agradecimento construiu, com a ajuda da população, uma pequena capela para celebrar as missas semanais prometidas, tendo sido a primeira missa no dia 30 de janeiro de 1858. A 16 de julho de 1859  foi alargada a capela para Mosteiro, por iniciativa de José Lopes, em consequência de uma nova promessa à N. Sr.ª dos Remédios por ter tido um novo ferimento na qual aumentou o número de missas para diariamente em forma de agradecimento. Este cidadão tinha ainda mais um projeto de alargar mais esta igreja mas infelizmente faleceu sem o conseguir concretizar. Esta igreja é conservada até aos dias de hoje e tem uma estátua em honra de José Lopes. Atualmente tem como Pároco da Igreja da Nossa senhora dos Remédios de Lamelas o Padre Vítor Esteves Rosa.

## Capela de São Lourenço

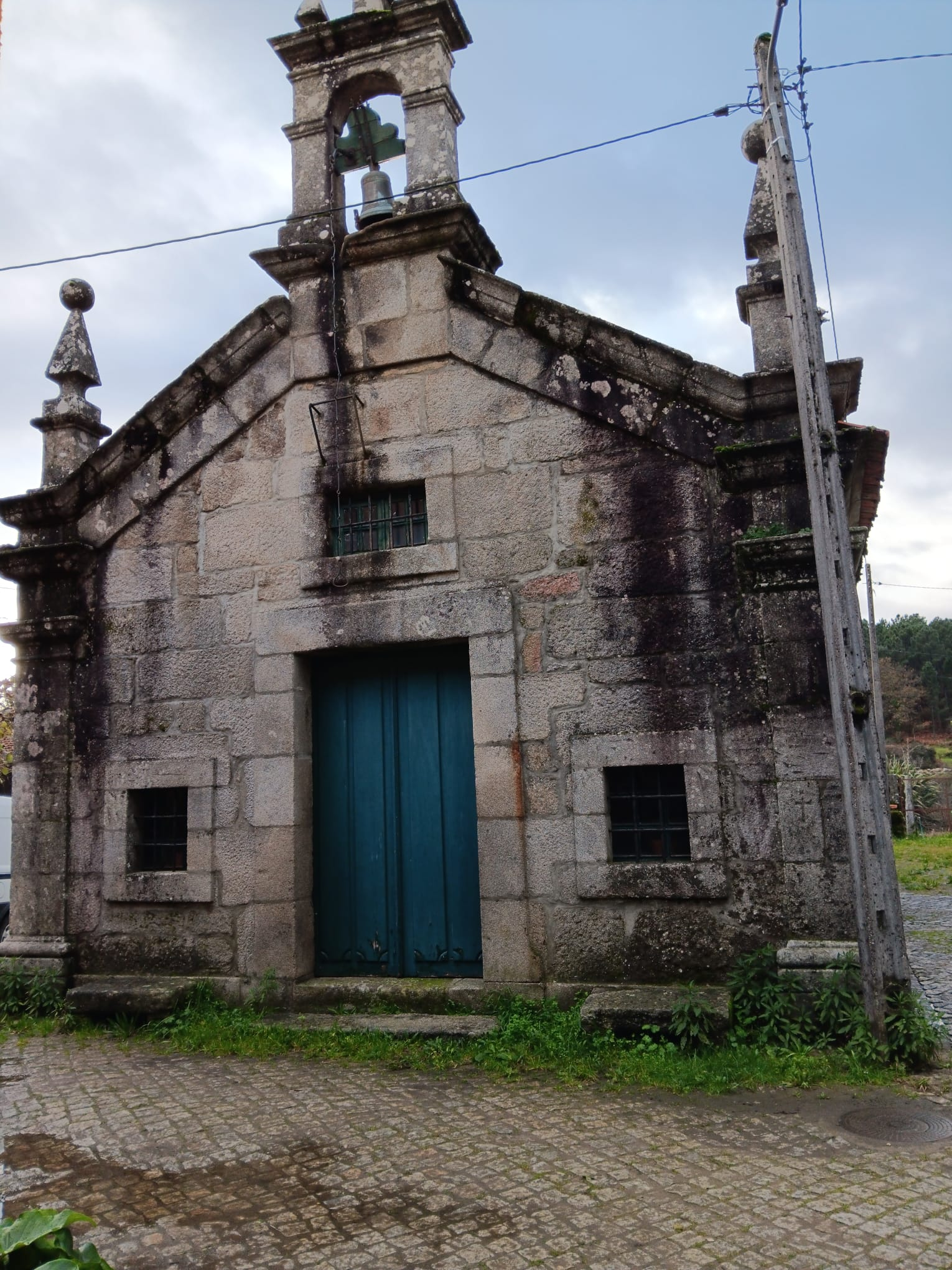
Capela de S. Lourenço

Desenho de um corso, utensílio

A capela de São Lourenço em Lamelas inicialmente localizava-se numa zona da aldeia denominada Monte da Capela Velha mas, em 1666, foi demolida. Em 1700, autorizado pelo Bispo de Lamego D. António Vasconcelos, foi transferida para uma região com maior densidade populacional. Um facto bastante curioso desta transferência foi a forma de deslocação das pedras constituintes da antiga capela. Foi usado um corso ou zorro(a) para mover as pedras de grandes dimensões para a nova localização da capela. O Corso foi essencial no transporte das pedras maiores já que o realizava com maior eficiência e rapidez do que sem esta invenção. Após de 12 anos,1712,de apoio deste utensílio foi oficialmente construída e no mesmo ano foi também recebido um estábulo onde é atualmente é possível observar São Martinho, Nossa Senhora das Dores, São Vicente e São Lourenço, o santo escolhido para nomear esta capela.

## Associação cultural desportiva e recreativa de Lamelas

Logotipo de ACDR Lamelas

Esta associação foi constituída a 2/5/1977 e declarada de utilidade pública no dia 14 de maio de 1991. Tem como sede a Rua dos Castanheiros, 4825-237 Lamelas. Esta associação tem vários pontos de ação nomeadamente, o centro paroquial de Lamelas, o Clube de futebol e anualmente foi também organizado algumas festas de folclore, tal como as ceias de natal. Nos dias de hoje, o Presidente desta associação é o Padre Vítor Esteves Rosa e o vice-presidente é Fernando Parente. 

### Clube de futebol

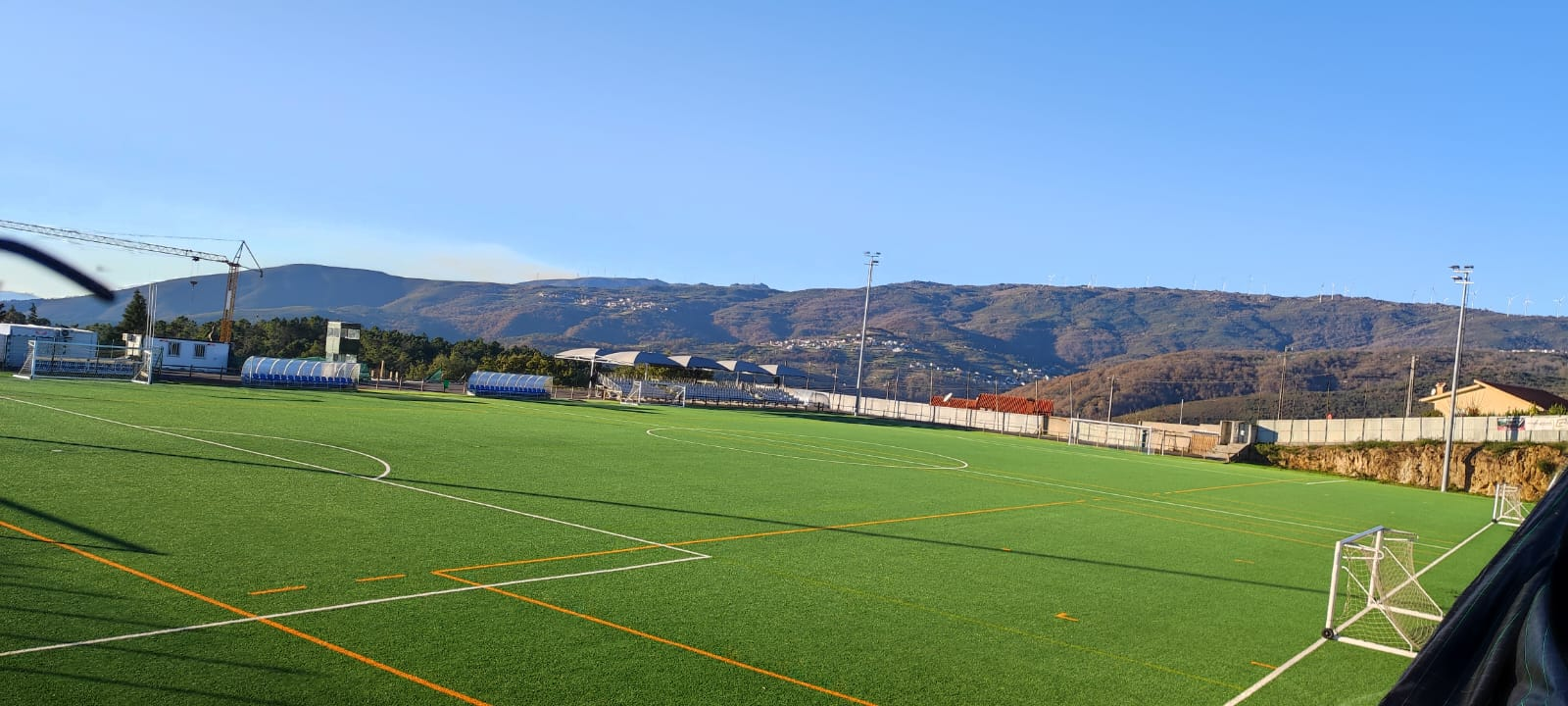
Campo de futebol do Estádio Padre José Tavares

O clube ACDR Lamelas foi fundado em 1977 e tem como atual presidente o Sr. Luís Morais. Foi construído um estádio em Lamelas  a 7 de maio de 1995 denominado por Estádio Padre José Tavares numa homenagem a um pároco de Lamelas. Inicialmente este estádio era de terra batida, mas em junho de 2019 houve uma requalificação do campo de Lamelas, tendo sido financiado pelo estado por 150 mil euros. Em outubro do mesmo ano foi inaugurado o novo relvado sintético o qual é usado até aos dias de hoje por esta equipa da Beira Alta. Este clube já ganhou 2 títulos: AF Viseu Divisão Honra em 2022 e AF Viseu Divisão Honra em 2022/2023 e estando atualmente a jogar para o Campeonato de Portugal, na quarta divisão, e para a Taça de Portugal.

### Centro Social e Paroquial de Lamelas

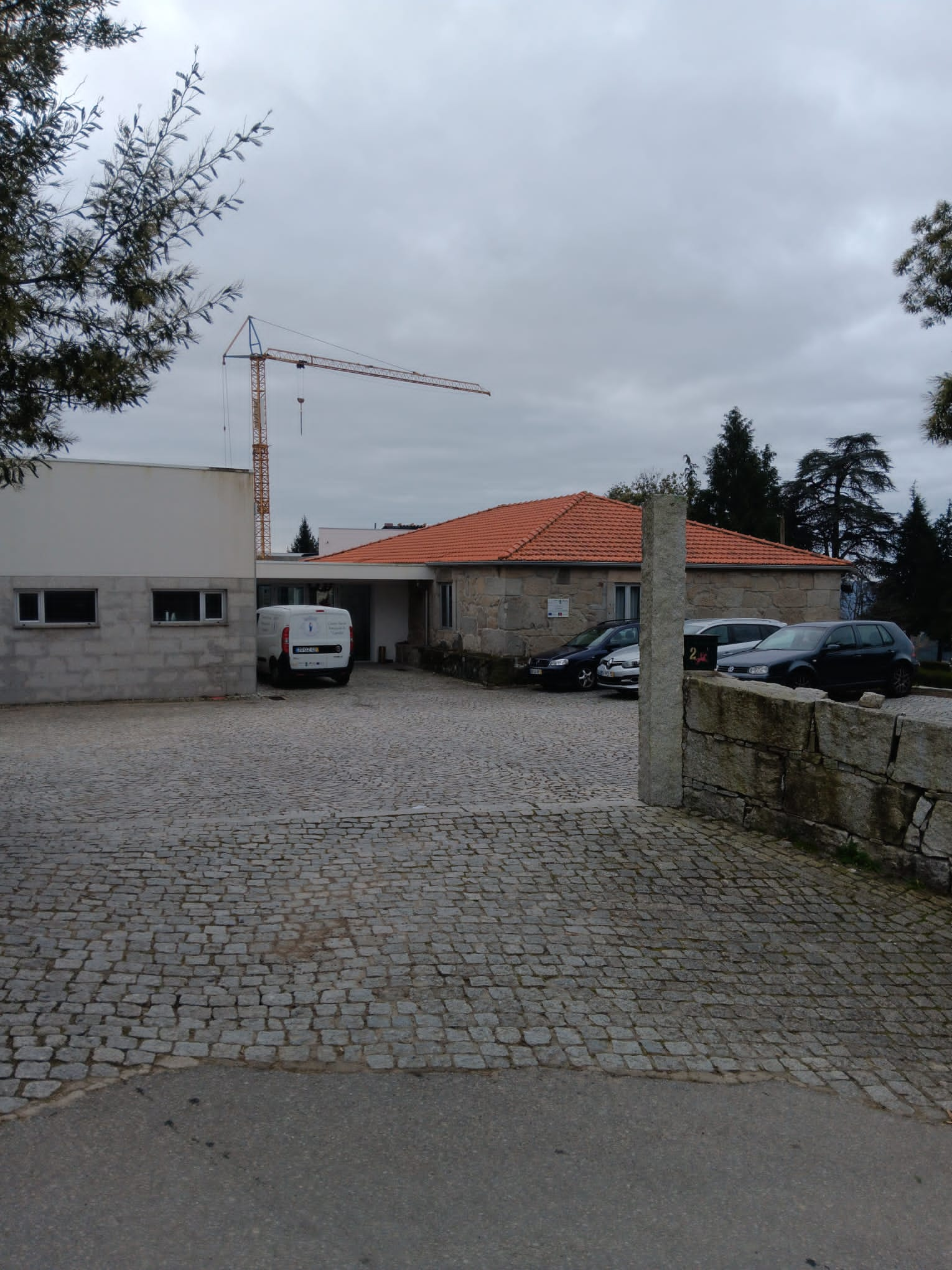
Centro Dia de Lamelas

O Centro Social e Paroquial de Lamelas é uma Instituição Particular de Solidariedade Social que tem sede em Lamelas conforme publicado no Diário da República, III série, nº199,de 26 de agosto de 1999. Este centro tem como fins contribuir para a população envelhecida da aldeia e contribuir também para a solidariedade humana, cristã e social. Segundo a ata do CSPL, de 31 de maio de 2023 está atribuída ao Sr. Padre Vítor Esteves Rosa a coordenação geral e pastoral deste centro onde tem 2 serviços distintos sendo eles, o Serviço de Apoio Domiciliário e o Centro Dia.
Tal como o nome indica, o serviço de apoio domiciliário é um serviço que assegura todos os cuidados de higiene pessoal e habitacional, fornecimento de refeições, acompanhamento a consultas médicas e tratamento de roupa.
Por outro lado, o Centro Dia tem como horário de funcionamento das 8:00H às 19:30H que tem como objetivo a prestação de serviços e dedicação aos seus utentes. A atual diretora deste centro de solidariedade é a Dr.ª Vera Pereira.
O centro social e paroquial de Lamelas também brevemente irá entrar em funcionamento uma nova valência deste centro, uma estrutura residencial para idosos.

### Encanta Lamelas
Encanta Lamelas é um grupo de  8 músicos naturais de Lamelas que cantam e podem tocar piano, violino, flauta transversal, guitarra, baixo, clarinete, trompete e percussão. É possível ouvir este grupo musical  na igreja de Lamelas ou em eventos.

## Escola Primária e Pré-Escolar de Lamelas
Esta aldeia também disponibiliza educação, existe uma escola primária em Lamelas com atualmente 17 alunos. Nesta escola são realizadas várias atividades como o dia dos Reis. Em 2001 houve a continuação da antiga tradição, foi cantada a canção dos Reis pela aldeia onde receberam vários alimentos e dinheiro. Os alimentos nesse ano, foram usados para um lanche e o dinheiro foi usado para as infraestruturas da Escola Básica e do Pré-Escolar.

## Trilho da Pombeira

Cavalo do Penedo do Cavaleiro

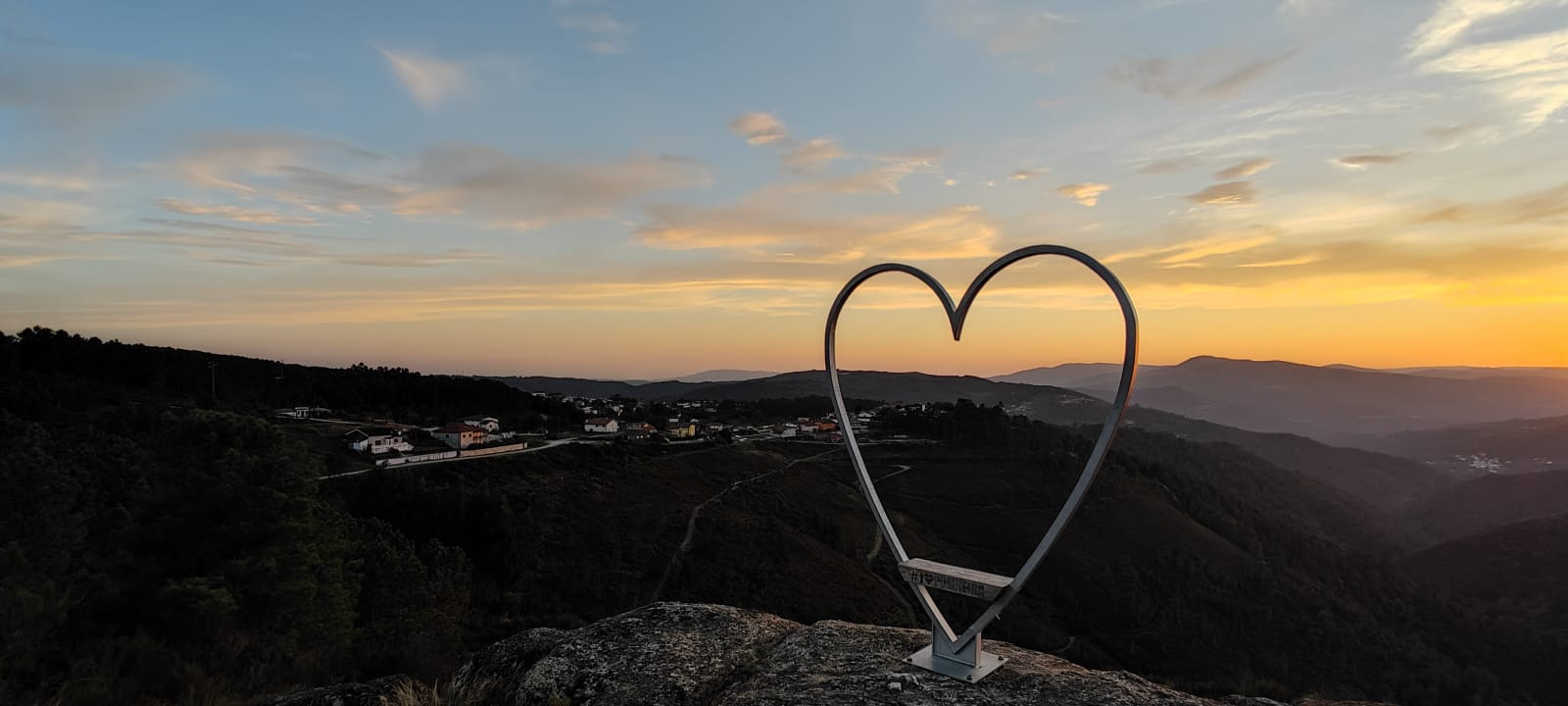
Coração do Penedo do Cavaleiro

O trilho da Pombeira é um percurso pedestre com cerca de 10km que se inicia em Lamelas, Castro Daire à frente da igreja da N. Sr.ª dos Remédios, este trilho é de dificuldade fácil a moderada e é possível observar várias paisagens ao longo da aldeia sendo uma delas a cascata da Pombeira.

### Penedo do Cavaleiro
Lamelas como várias aldeias e vilas de Portugal têm os seus baloiços, neste caso este encontra-se a caminho da Cascata da Pombeira, no Trilho da Pombeira. A localização do cavalo de madeira e do coração não são ao acaso, provém de uma lenda bastante antiga. No tempo dos Mouros, uma Moura linda tinha como admirador romântico um cavaleiro Lusitano, como esta Moura tinha bastantes pretendentes o cavaleiro foi perseguido e durante a sua fuga encontrou um lugar com uma vista estratégica para aguardar os Mouros. O Lusitano então colocou os penedos de forma estratégica e após isso, pelo cansaço, deitou-se com a Moura num esconderijo. Por ter adormecido este não notou a passagem do  exército dos Mouros tal como o oposto. Após o acontecido, a Moura e o Lusitano desceram mais tarde e constituíram família. Por causa dessa lenda, as indicações geográficas do Cavalo de Madeira e do Coração são no Penedo do Cavaleiro.

## Biodiversidade

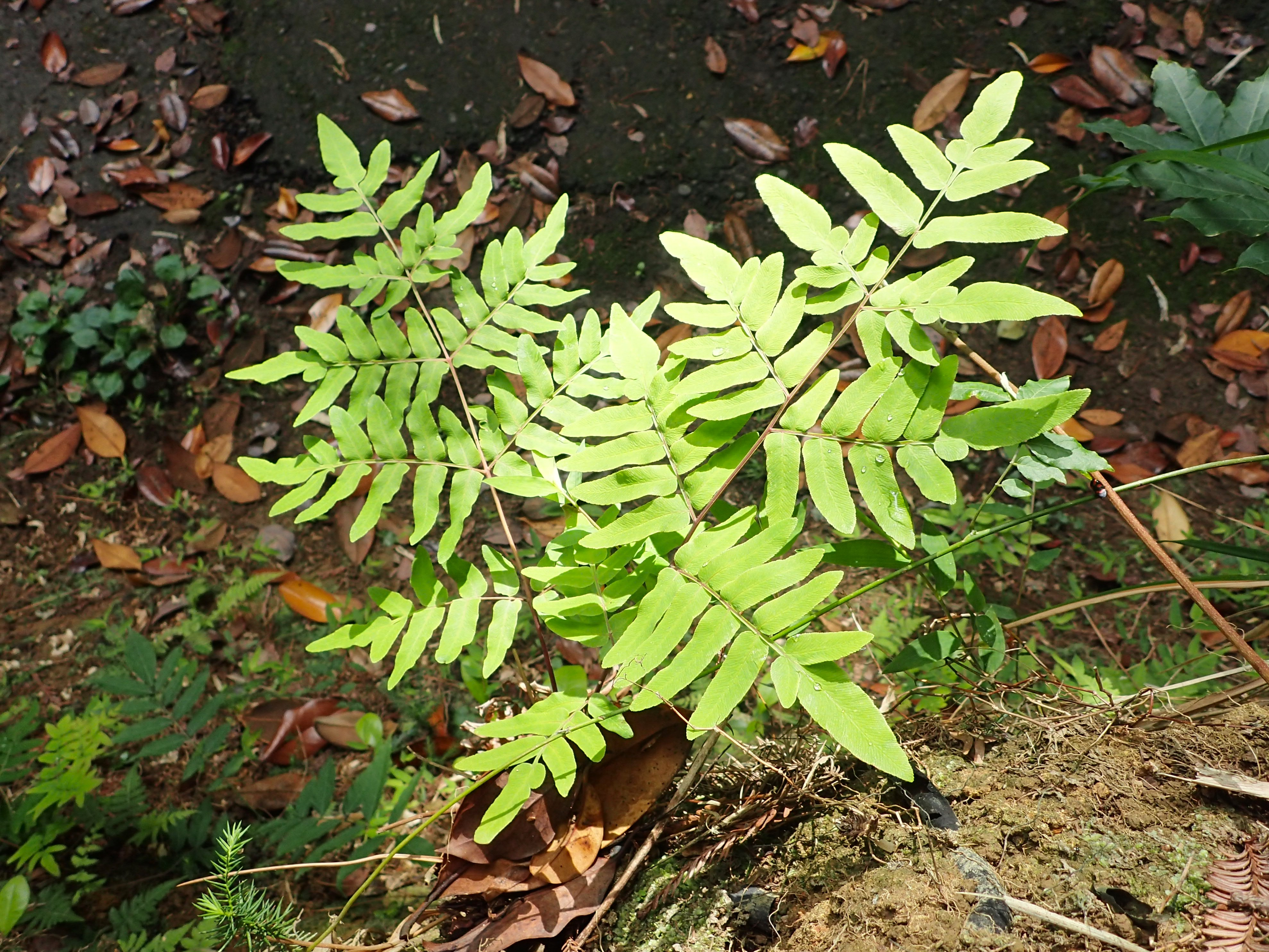
Osmunda Regalis L.

Esta aldeia situa-se numa grande altitude, muito próxima da Serra de Montemuro. Como exemplo de flora há uma grande abundância do Feto Real (Osmunda Regalis L.), uma planta herbácea de pequeno porte. Pode ser observada nas margens de rios e ribeiros como perto da Cascata da Pombeira, um dos pontos mais importantes do Trilho da Pombeira, de Lamelas. Estes fetos têm menor grau de diferenciação do que as gimnospérmicas e reproduzem-se por esporos. O seu ciclo de vida é haplodiplonte e as suas grandes folhas começam a poder ser observadas entre a primavera e o outono. 

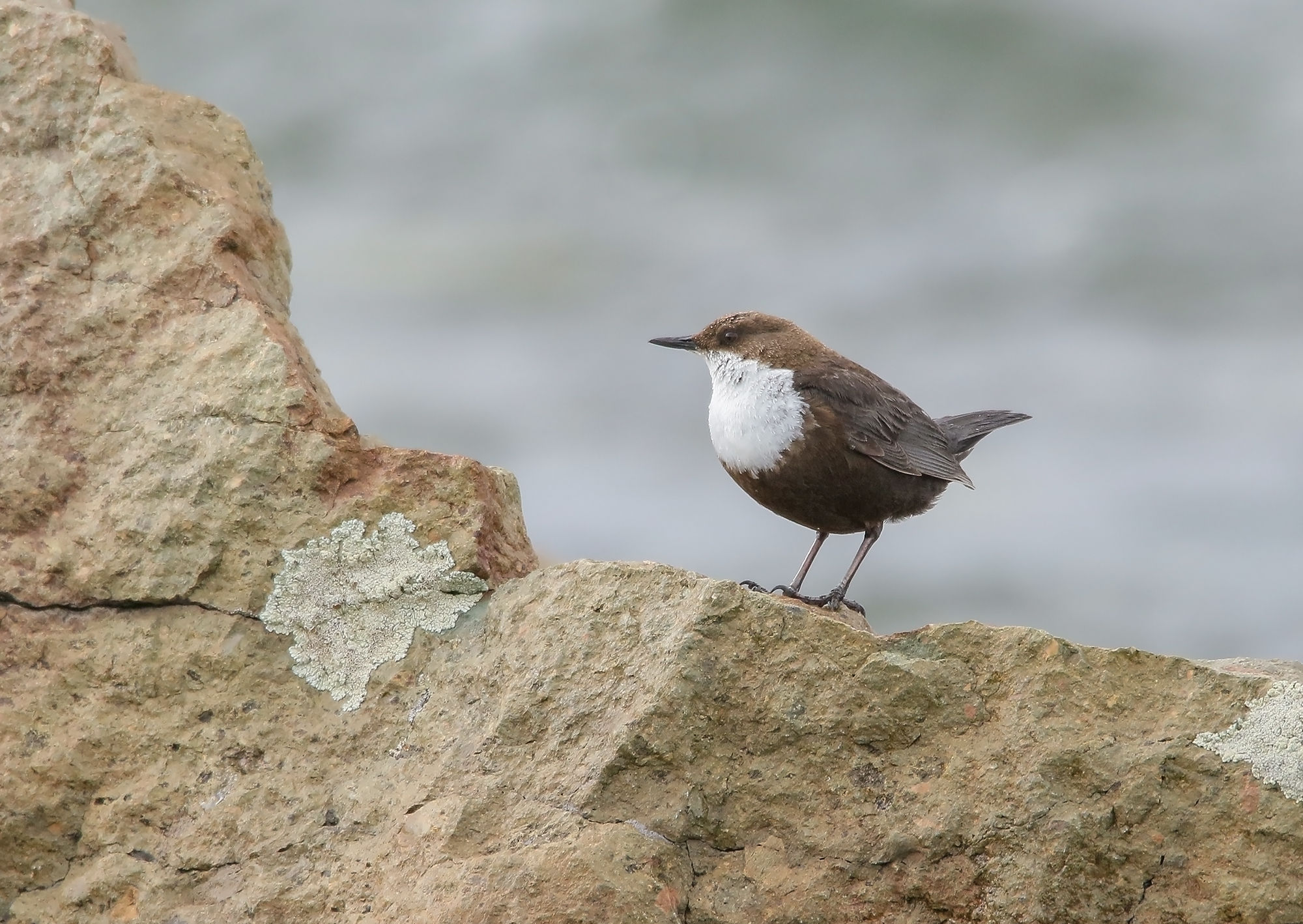
Cinclus Cinclus, característico da zona de Lamelas

Por outro como exemplo de Fauna é bastante representativo o melro-de água, Cinclus Cinclus, uma ave com uma incrível capacidade de mergulhar na busca do seu alimento. Esta espécie está inserida nas 5 espécies de cinclídeos existentes no mundo e tem como habitat preferencial a zona de Castro Daire incluindo Lamelas, mais especificamente perto de rios por causa da busca de alimento.

## Altar do Teixo e St.ª Bárbara

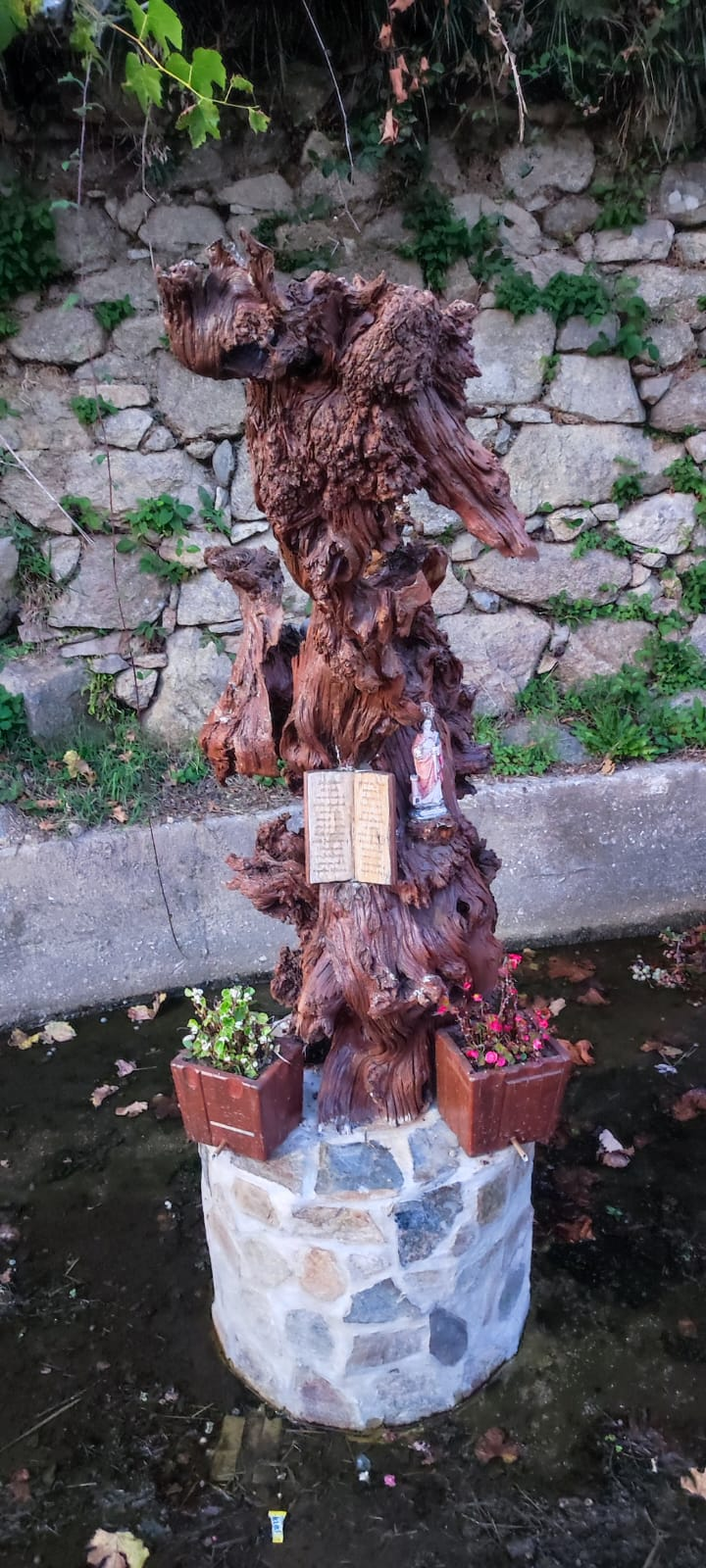
Altar do Teixo e Stª Bárbara

Existe também uma escultura na aldeia junto ao tanque comunitário que é composta por um tronco de Teixo juntamente com a imagem de Stª Bárbara, tendo a localização sido escolhida porque aí existiu um Teixo muito antigo, uma árvore sagrada dos Celtas. Este Teixo foi arrancado pela câmara contudo como o povo lhe tinha muito afeto, porque era usado como estendal para colocar a roupa após ser lavada no tanque, foi decidido colocar no mesmo sítio um tronco do mesmo. O motivo da estranha junção de um Teixo com uma figura de Stª Bárbara, tem a ver com o facto de ser atribuída â arvore do Teixo a capacidade de atrair relâmpagos e, sendo a Stª Bárbara a protetora contra as trovoadas, está explicada esta junção feita pelo povo.

## Gastronomia
Em relação à gastronomia, a zona de Lamelas é celebremente conhecida pelos seus Bolos Podres de Castro Daire, existe também nesta aldeia uma padaria, a padaria de Lamelas que se foca no Bolo Podre, tradicional da época de Páscoa desde meados do século XX. Esta padaria foi fundada em outubro de 1981 e em 1998 foi transformada para sociedade. Atualmente tem uma rede alargada de entregas de bolos podres na zona de Viseu.  A  famosa receita do Bolo Podre característico da zona de Castro Daire, Lamelas é confecionada com estes ingredientes:
- 1kg de Farinha;
- 12 ovos;
- 250 g de açúcar;

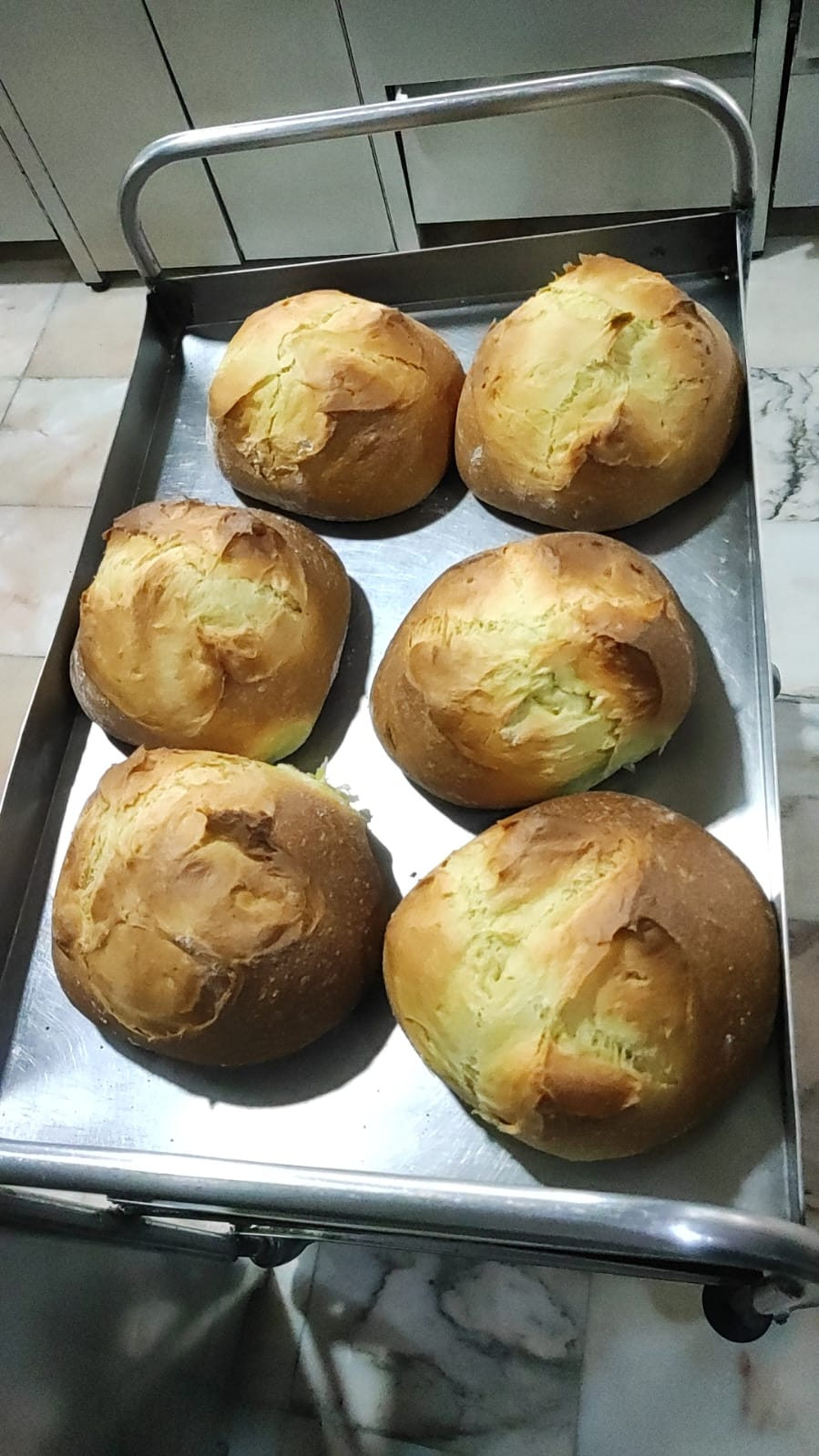
Bolos Podres de Lamelas

- 250 g de Gorduras( azeite, manteiga e banha de porco):
- 200 gr fermento;
- 20 gr sal;
- canela q.b.

Os Bolos Podres característicos da zona de Viseu vão variando de aldeia para aldeia, por inúmeras razões como por exemplo o maior abastecimento de alguma iguaria. Este caso pode ser aplicado na zona de Cetos, onde se justificava o uso de limões por ser uma zona abastada do mesmo. Pelo grande reconhecimento destes Bolos Podres foi iniciada a produção de variantes, sendo elas, o Bolo Podre de queijo e fiambre e gelado de Bolo Podre.

## Ligações Externas
- http://www.trilhos-serranos.pt/index.php/cronicas/1143-o-teixo.html
- https://www.nit.pt/fora-de-casa/na-cidade/o-novo-baloico-intagramavel-de-portugal-tem-um-cavalo-de-madeira
- https://padarialamelas.pt/wp/
- http://www.centrosocialparoquiallamelas.pt/